# 노고산동
노고산동(老姑山洞)은 서울 마포구의 법정동이자 과거의 행정동이다. 서강로를 경계로 동쪽은 대흥동이 관할하고 서쪽은 서교동이 관할한다. 마포구의 신촌 지역이다. 노고산의 이름을 따왔다.

## 교육
- 창천초등학교
- 창천중학교
- 서강대학교 부지 일부

## 교통
- ● 서울 지하철 2호선 신촌역
- ● 수도권 전철 경의·중앙선 서강대역

## 같이 보기
- 대한민국의 행정 구역